# Arroio do Padre
Arroio do Padre è un comune del Brasile nello Stato del Rio Grande do Sul, parte della mesoregione del Sudeste Rio-Grandense e della microregione di Pelotas.

## Storia
Fondato il 17 aprile del 2006 da un distaccamento del comune di Pelotas, ha la maggioranza dei suoi abitanti di origine della Pomerania; nelle famiglie di residenti si parla ancora l'antico dialetto pomerano orientale.
È uno dei quattro comuni enclave del Brasile. Gli altri tre sono: Águas de São Pedro, Ladário e Portelândia.